# Blut und Boden

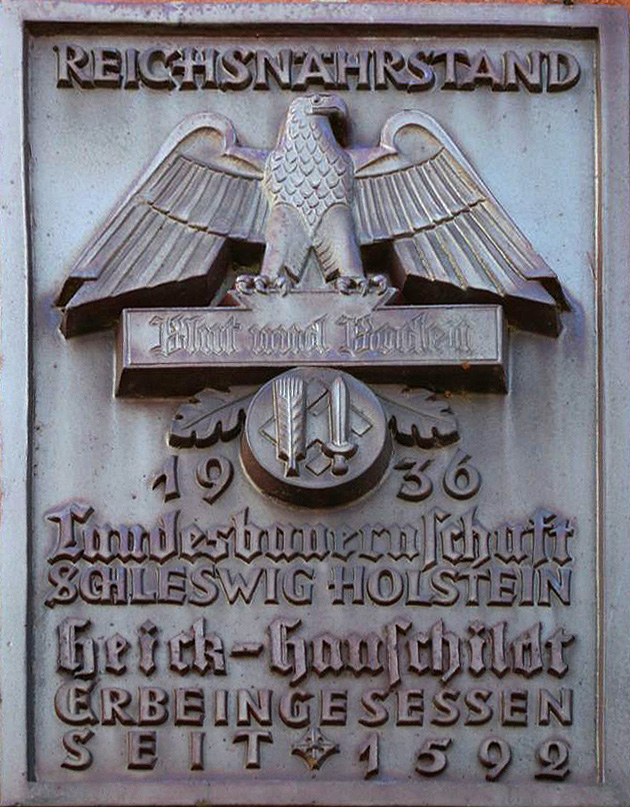
Tablica z logo Blut und Boden.

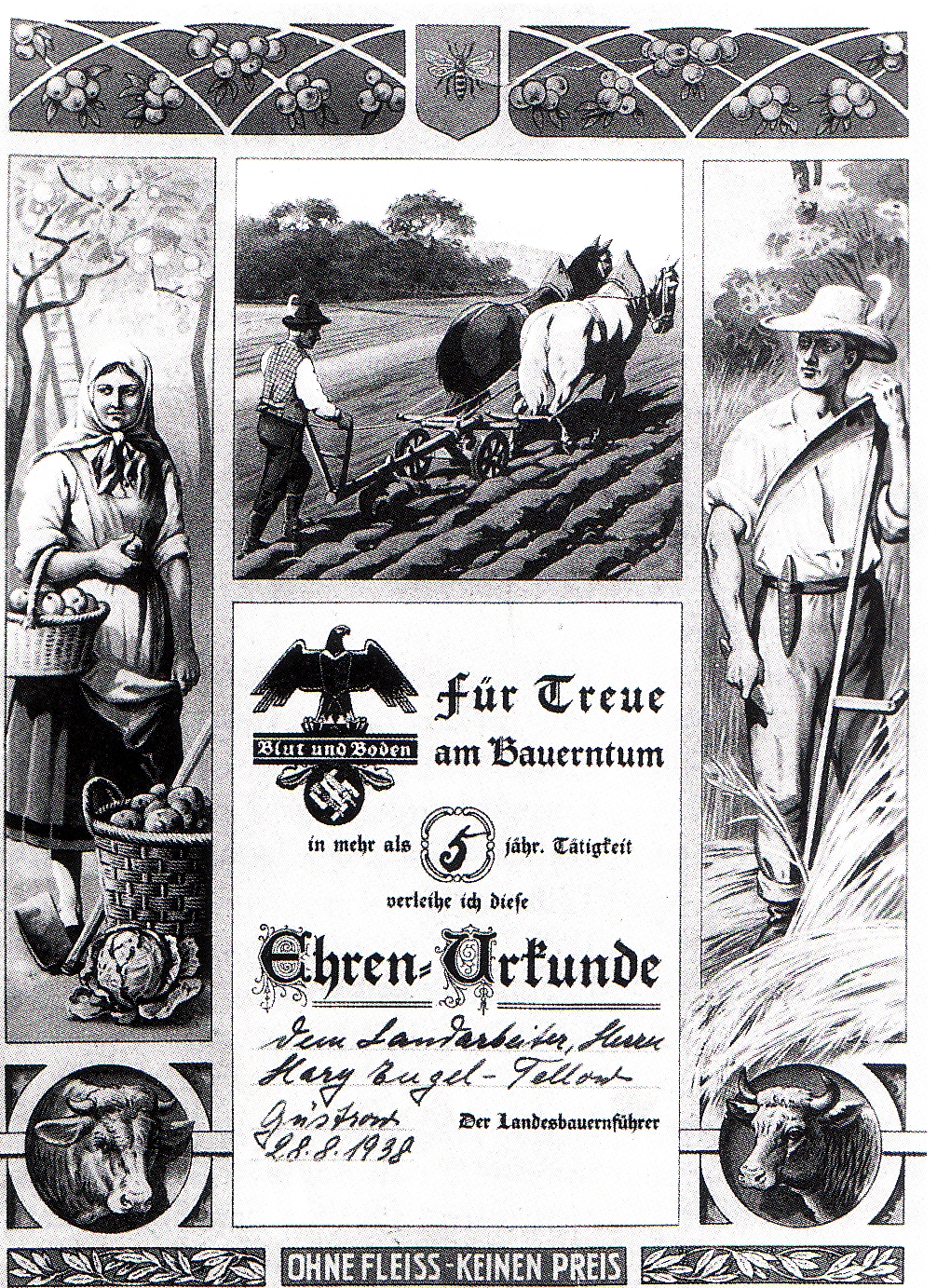
Dokument z logo Blut und Boden.

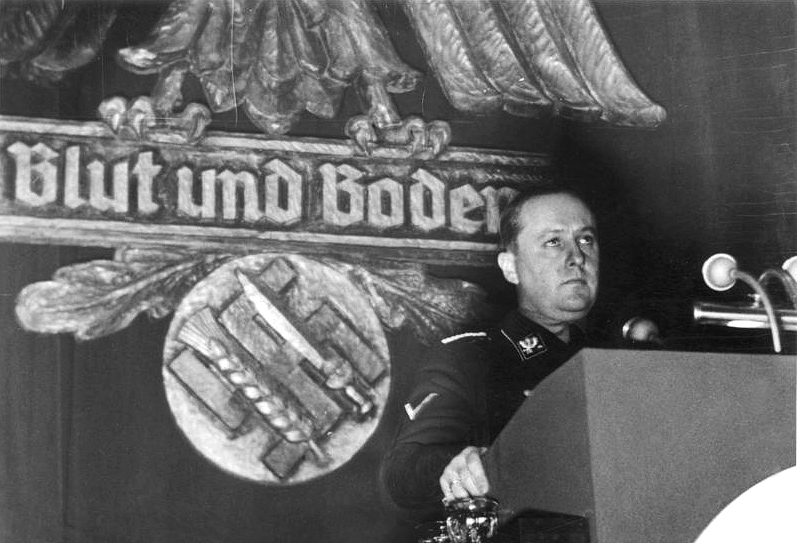
Richard Walther Darré podczas przemówienia. Nad nim herb ministerstwa rolnictwa ze sformułowaniem Blut und Boden.

Blut und Boden (tłum. „krew i ziemia”) – szowinistyczna i rasistowska ideologia używana w III Rzeszy, oparta na idei przywiązania ludzi do ziemi, na której żyją.

## Historia
Ideologia Blut und Boden w skrócie Blubo głosiła, że chłopi są źródłem życia rasy nordyckiej i w przeciwieństwie do ludności miejskiej, to chłopi są ostoją społeczeństwa, która odrodzi naród i rasę. Teoria Krew i Ziemia została po raz pierwszy użyta pod koniec XIX wieku wraz z rozwojem niemieckiego narodowego romantyzmu oraz pierwszych teorii rasistowskich.
Termin wymyślony przez niemieckiego pisarza naturalistę Georga Conrada w 1901. Głównym popularyzatorem teorii krwi i ziemi był Richard Walther Darré, polityk NSDAP oraz teoretyk kwestii rasowych III Rzeszy. Jego polityka doprowadziła do masowego wzrostu poparcia dla partii nazistowskiej na terenach wiejskich. W późniejszych latach idea Richarda Darré stała się podstawą niemieckiej polityki eksterminacyjnej w czasie II wojny światowej.
Do dziś teoria Blut und Boden znajduje poparcie w niemieckich kręgach skrajnie prawicowych.

### Idea Blut und Boden w literaturze
W języku niemieckim zwana jako Die Blut-und-Boden-Dichtung – Literatura Krwi i Ziemi (w skrócie jako Blubo-Dichtung lub Blubo-Literatur). Jest to kierunek w literaturze, w której występuje idea czystej gatunkowo rolniczej rasy przewodniej. Obejmuje on w szczególności powieści dotyczące rolników, osiedleńców, najemców ziemi. Przedstawicielami byli między innymi Gerhard Schumann, Herbert Böhme, Heinrich Anacker, Herybert Menzel i Josefa Berens-Totenohl.

### Idea Blut und Boden w sztuce
W języku niemieckim zwana jako Die Blut-und-Boden-Kunst. Naziści widzieli istotny środek ideologicznego wpływu na ludność kraju w sztuce, szczególnie w malarstwie oraz monumentalnym rzeźbiarstwie. Powracającymi motywami były aryjskie motywy pracowitego niemieckiego rolnika, dzielnego niemieckiego żołnierza, płodnej niemieckiej kobiety oraz nienaruszalnej niemieckiej dużej rodziny. Najważniejszymi artystami-przedstawicielami byli Adolf Ziegler, Paul Mathias Padua, Werner Peiner, Arthur Kampf, Arno Breker, Josef Thorak i Sonjevski-Jamrowski.